# Tour de Porchères
La tour de Porchères est une tour située à Saint-Michel-l'Observatoire, en France.

## Localisation
La tour est située sur la commune de Saint-Michel-l'Observatoire, dans le département français des Alpes-de-Haute-Provence.

## Historique
L'édifice est inscrit au titre des monuments historiques en 1961.